# Dallas Cowboys 1970
La stagione 1970 dei Dallas Cowboys è stata la 11ª della franchigia nella National Football League. Per la quinta stagione consecutiva la squadra vinse la propria division, giundendo al primo Super Bowl della sua storia, dove fu sconfitta dai Baltimore Colts.

## Calendario

### Stagione regolare
| Turno | Data  | Avversario             | Risultato | Stadio                             | Pubblico |
| ----- | ----- | ---------------------- | --------- | ---------------------------------- | -------- |
| 1     | 20/9  | at Philadelphia Eagles | V 17–7    | Franklin Field                     | 59,728   |
| 2     | 27/9  | New York Giants        | V 28–10   | Cotton Bowl                        | 57,236   |
| 3     | 04/10 | at St. Louis Cardinals | S 20–7    | Busch Memorial Stadium             | 50,780   |
| 4     | 11/10 | Atlanta Falcons        | V 13–0    | Cotton Bowl                        | 53,611   |
| 5     | 18/10 | at Minnesota Vikings   | S 54–13   | Metropolitan Stadium               | 47,900   |
| 6     | 25/10 | at Kansas City Chiefs  | V 27–16   | Municipal Stadium                  | 51,158   |
| 7     | 01/11 | Philadelphia Eagles    | V 21–17   | Cotton Bowl                        | 55,736   |
| 8     | 08/11 | at New York Giants     | S 23–20   | Yankee Stadium                     | 62,938   |
| 9     | 16/11 | St. Louis Cardinals    | S 38–0    | Cotton Bowl                        | 69,323   |
| 10    | 22/11 | at Washington Redskins | V 45–21   | Robert F. Kennedy Memorial Stadium | 50,415   |
| 11    | 26/11 | Green Bay Packers      | V 16–3    | Cotton Bowl                        | 67,182   |
| 12    | 06/12 | Washington Redskins    | V 34–0    | Cotton Bowl                        | 57,936   |
| 13    | 12/12 | at Cleveland Browns    | V 6–2     | Cleveland Stadium                  | 75,458   |
| 14    | 20/12 | Houston Oilers         | V 52–10   | Cotton Bowl                        | 50,504   |

### Playoff
| Turno        | Data  | Avversario             | Risultato |
| ------------ | ----- | ---------------------- | --------- |
| Divisional   | 26/12 | Detroit Lions          | V 5–0     |
| Conference   | 3/1   | at San Francisco 49ers | V 17–10   |
| Super Bowl V | 17/1  | Baltimore Colts        | S 16–13   |

## Premi
- Chuck Howley:

MVP del Super Bowl